# La Nuit des vampyres
La Nuit des vampyres (titre original : Night of the Vampyres) est une nouvelle de George R. R. Martin, parue pour la première fois en mai 1975 dans le magazine Amazing Science Fiction. Elle est incluse dans le recueil original Des astres et des ombres (Songs of Stars and Shadows), regroupant neuf histoires de Martin, publié en juillet 1977 puis traduite en français et publiée en avril 1983 dans le recueil paru aux éditions J'ai lu.

## Résumé
Le président des États-Unis annonce dans les médias que des avions militaires ont été volés. Il s'agit du Front de Libération Américain qui menace de faire exploser des missiles nucléaires sur Washington si ses exigences ne sont pas satisfaites.